# Yao Min
Yao Ming nato 姚民 Yáo Mín (caratteri cinesi: 姚敏; pinyin: Yáo Mǐn; Shanghai, 1917 – 30 marzo 1967) è stato un cantante e compositore cinese.
Fu uno dei maggiori esponenti della musica popolare cinese, e fratello di Yao Lee.